# Linnégletsjer
De Linnégletsjer is een gletsjer in Nationaal park Noordoost-Groenland in het oosten van Groenland. 
De gletsjer is vernoemd naar Carl von Linné.

## Geografie
De gletsjer is noord-zuid georiënteerd en heeft een lengte van meer dan twaalf kilometer. Ze heeft meerdere zijtakken die onderweg bij de hoofdtak komen. Ze mondt in het noorden uit in het Segelsällskapetfjord.
De gletsjer ligt in het uiterste noorden van de Stauningalpen (Scoresbyland). Op ongeveer vijf kilometer naar het oosten ligt de Skjoldungegletsjer en op ongeveer vijf kilometer naar het westen de Sedgwickgletsjer.